# Ligament suspensor al penisului
La bărbați, ligamentul suspensor al penisului este atașat de simfiza pubiană, care ține penisul apropiat de osul pubian și îl susține atunci când este erect. 

## Imagini suplimentare

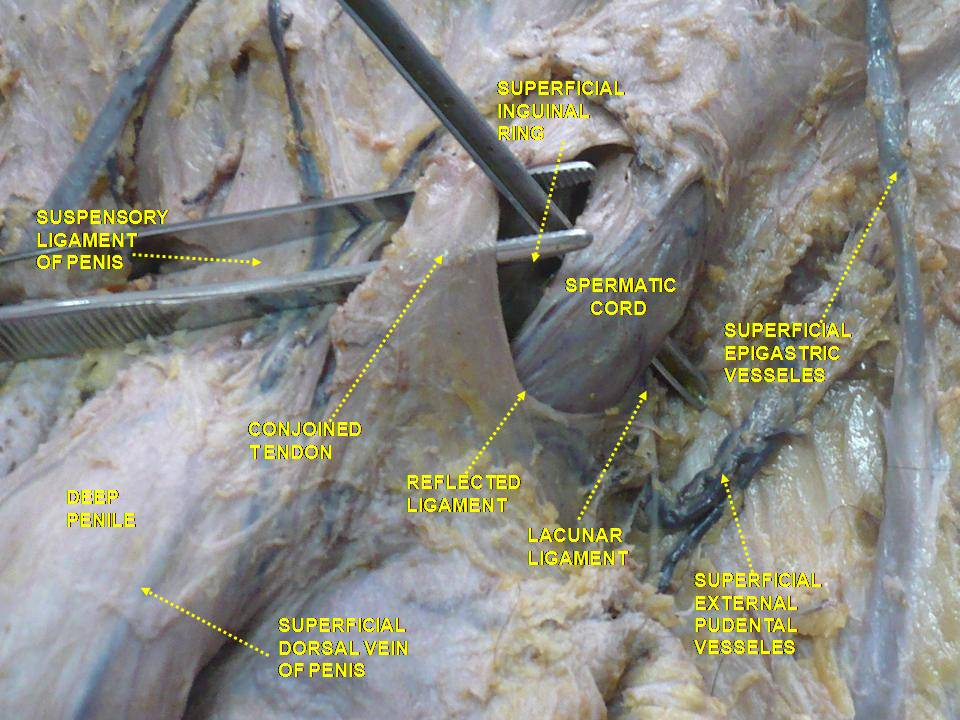
Peretele abdominal anterior. Disecția intermediară. Vedere anterioară.